# いかした彼
「いかした彼」（原題： He's So Fine）は、4人組のガール・グループ、シフォンズが1963年に発表した楽曲。デビュー・シングルながら、ビルボードのHot 100およびR&Bチャートで1位を獲得した。

## 概要
ソングライターやマネージャー業などを生業としていたロニー・マック（Ronnie Mack）は、ブロンクスのジェームズ・モンロー高校の食堂で3人組の女性グループ（ジュディ・クレイグ、パトリシア・ベネット、バーバラ・リー）のハーモニーを聴いた。彼は、Little Jimmy Rivers and the Topsというグループにいたシルヴィア・ピーターソンをメンバーに入れてもらえないかと3人に頼み、4人組となった彼女らはマックによって「シフォンズ」と名付けられた。
マックはLittle Jimmy Rivers and the Topsのために書いた「She's So Fine」を女性用に「He's So Fine」と書き直す。1962年8月、シフォンズは本作品を含む数曲のデモを男性ボーカルグループのトーケンズとともに録音。レコーディングはトーケンズが専属プロデューサーとして関わっていたキャピトル・レコードのスタジオで行われた。「いかした彼」がヒットの可能性を秘めていたことは誰にとっても明らかだったが、レコード会社はなかなか決まらなかった。グループのジェイ・シーゲルは、キャピタルのヴォイル・ギルモア社長自身が「陳腐で単純すぎる」と言ってはねのけたことを記憶している。同じくトーケンズのフィリップ・マーゴもこう述べている。「キャピトルは我々に『お粗末きわまりない曲だ』という手紙を書いてよこしたよ。それからビクターに断わられた。コロムビアもABCパラマウントも断ってきた。独立系の小さな会社であるローリーが引き受けてくれるまで、マスター・テープは6か月も眠ったままだった」
トーケンズは10にのぼる会社を回ったあとでニューヨークのローリー・レコードにたどりついた。オフィスでレコードをかけると、ローリーの人間はドアを閉め「君らはここから出るんじゃないぞ。我々はそのレコードがほしい」と言ったという。
シフォンズはトーケンズのメンバー4人のプロデュースの下、再レコーディングした。ドラムズはゲイリー・チェスター（Gary Chester）。ピアノでキャロル・キングが参加したと言われている。
1963年1月、グループのデビュー・シングルとして発売された。同年3月30日から4月20日にかけて4週連続でビルボード・Hot 100の1位を記録。Hot R&B Singlesチャートでも1位を記録し、ビルボードの1963年年間チャートの5位（4位とする資料もあり）を記録するなど大ヒットとなった。イギリスでは16位を記録した。同年のアルバム『The Chiffons』にも収録された。
「いかした彼」がチャートをのぼりつめる頃、ロニー・マックはホジキンリンパ腫に冒されていた。彼は同じ年、23歳の若さで亡くなった。マーサ&ザ・ヴァンデラスのヒット曲「ジミー・マック」は彼の死にインスパイアされて書かれた。
プロデューサーの一人、ジェイ・シーゲルは言う。「何しろ歌詞が途方もなくすばらしいんだ。確かに知的な歌詞とは言い難いけれど、人々が日常で交わしている言葉がそのまま使われている。日常の言葉を音楽に乗せるのは実は難しいことで、ほとんどの人間はそれができない。でもロニーはやってのけた。もし彼が生きていたら・・・60年代のもっとも成功したソングライターの一人になっていただろうね」

## カバー・バージョン
- ディー・ディー・シャープ - 1963年のアルバム『Do the Bird』に収録。
- ダナ・ヴァレリー - 1963年のシングル。
- デュアン・エディ - 1963年のアルバム『"Twangin'" Up a Storm!』に収録。
- エンジェルス - 1963年のアルバム『My Boyfriend's Back』に収録。
- ジョディ・ミラー - 1971年のシングル。ビルボードのカントリー・チャートで5位、イージーリスニング・チャートで2位を記録した。
- ジョナサン・キング - 1976年のシングル[12]。パロディ・ソングの一種。ジョージ・ハリスンの曲のタイトルがコーラスで織り込まれている。
- クリスティ・マクニコル&ジミー・マクニコル - 1978年のシングル。
- ジェーン・オリヴァー - 1978年のアルバム『Stay the Night』に収録。